# Fredrik Ljungberg
Fredrik Ljungberg (16 d'abril del 1977) és un futbolista professional suec, que va anunciar la seua retirada l'estiu del 2012 després de jugar amb el Shimizu S-Pulse japonès, equip amb el qual va rescindir la seua vinculació el febrer del 2012. Tot i això, el 2014 va fitxar pel Mumbai City de l'Índia.
Participà amb la selecció de Suècia als Mundials de 2002 i 2006.

## Palmarès
Halmstads BK
- 1 Lliga sueca: 1997.
- 1 Copa sueca: 1994-95.

Arsenal FC
- 2 Premier League: 2001-02, 2003-04.
- 3 FA Cup: 2001-02, 2002-03, 2004-05.
- 1 Community Shield: 1999.

Seattle Sounders FC
- 1 US Open Cup: 2009.